# The Undisputed Era
The Undisputed Era (en español «La Era Indiscutible», estilizado como The Undisputed ERA) fue un stable de lucha libre profesional que apareció en la promoción estadounidense WWE, originalmente conformado por Adam Cole, Bobby Fish y Kyle O'Reilly (aunque Fish y O'Reilly ya formaban equipo desde 2012 bajo el nombre de reDRagon), a quienes luego se incorporó Roderick Strong.
Dentro de sus logros, esta una vez Campeón de NXT de Adam Cole, tres veces Campeones en Pareja de NXT (Fish & O'Reilly en dos ocasiones, O'Reilly & Cole en una ocasión debido a que Fish se lesionó en el transcurso de su primer reinado y dejando que Cole lo sustituyera como campeón, y Strong & O'Reilly en una ocasión), dos veces Campeón Norteamericano de NXT ganado por Cole y Strong, y los terceros ganadores del Dusty Rhodes Tag Team Classic, ganados por Cole y O'Reilly.

## Historia

### WWE (2017-2021)

#### NXT (2017-2021)
El 19 de agosto en NXT TakeOver: Brooklyn III, Kyle O'Reilly y Bobby Fish hicieron su primera aparición como equipo, atacando a The Authors of Pain (Akam y Rezar) y a SAnitY (Eric Young y Alexander Wolfe) ya habiendo finalizado la lucha entre dichos equipos. Hicieron su segunda aparición en el final del evento, que cerraría con Drew McIntyre celebrando por haber conseguido el Campeonato de NXT, pero la celebración fue interrumpida cuando Fish y O'Reilly aparecieron para atacar a McIntyre, aunque solo fue una distracción para que Adam Cole haga su debut y atacara a McIntyre por la espalda, finalizando el evento con los tres festejando y McIntyre en el suelo. El 30 de agosto en NXT, el stable apareció nuevamente para atacar a Drew McIntyre.
El 13 de septiembre en NXT, el equipo se presentó para atacar a Pete Dunne después de que éste retuviera el Campeonato Británico de la WWE ante Wolfgang. A esta aparición, WWE denominó al nuevo stable como "The Undisputed Era". El 20 de septiembre en NXT, acompañó a Fish y O'Reilly en su lucha contra Trent Seven y Tyler Bate. El 27 de septiembre en NXT, Adam Cole debutó oficialmente derrotando a Eric Young individualmente. En el episodio del 11 de octubre de NXT, Taynara Conti interfirió en una Triple Threat Match entre Nikki Cross, Peyton Royce y Liv Morgan en nombre de The Undisputed Era, evitando que Cross de SAnitY ganara
El 1 de noviembre en NXT, nuevamente aparecieron con Cole para interrumpir la lucha entre SAnitY y The Authors of Pain pero fueron atacados por Roderick Strong. Tras esto, William Regal anunció que The Undisputed Era se enfrentaría ante SAnitY y The Authors of Pain & Roderick Strong en un WarGames Match (tipo de lucha que no se veía desde la WCW). En NXT TakeOver: WarGames, The Undisputed Era derrotó a SAnitY y The Authors of Pain y Roderick Strong en un WarGames Match, el primero de su tipo en 20 años. En el episodio del 20 de diciembre de NXT, (grabado el 29 de noviembre), Fish y O'Reilly derrotaron a SAnitY (Eric Young y Killian Dain) para ganar los Campeonatos en Pareja de NXT, marcando su primer título en WWE El 27 de diciembre en NXT, interfirieron en el Fatal 4-way Match entre Aliester Black, Johnny Gargano, Lars Sullivan y Killian Dain, donde Cole le costó la victoria a Black de ganar dicha lucha.

#### 2018-2021
El 10 de enero en NXT, The Undisputed Era fueron retados por Black y Strong por los Campeonatos en Parejas de NXT. Esa misma noche, O'Reilly y Fish derrotaron a Black y Strong después de que Cole distrajera a Black. En NXT TakeOver: Philadelphia, O'Reilly y Fish derrotaron a The Authors of Pain para retener los títulos. Esa misma noche, O'Reilly y Fish intervinieron en la lucha entre Cole y Black pero fueron atacados por SAnitY.
El 4 de marzo, Fish sufrió un desgarro del ligamento cruzado anterior (ACL) y un desgarro del ligamento cruzado anterior (MCL) en la rodilla izquierda en un House show. A razón de esto, Cole tomó su lugar como campeón bajo la freebird rule. El 14 de marzo en NXT, The Undisputed Era atacaron a Pete Dunne pero Roderick Strong salió para defenderlo. Tras esto, se comenzó una rivalidad con Strong y Dunne. El 4 de abril en NXT, interfirieron en la lucha final del Dusty Rhodes Tag Team Classic donde atacaron a Strong, Dunne y The Authors of Pain. Tras esto, William Regal determinó que en NXT TakeOver: New Orleans, la final del torneo tendría doble premio: el trofeo del mismo y los Campeonatos en Parejas de NXT.
El 7 de abril en NXT TakeOver: New Orleans, Cole ganó el inaugural Campeonato Norteamericano de NXT en un Ladder Match que también incluía a EC3, Killian Dain, Lars Sullivan, Ricochet y Velveteen Dream . Más tarde en la noche, O'Reilly y Cole (en lugar de Fish) defendieron con éxito los Campeonatos en Pareja de NXT contra The Authors of Pain, y Roderick Strong y Pete Dunne después de que Strong traicionara a Dunne para permitir a O'Reilly que lo cubriera, uniéndose a The Undisputed Era y cambiando a Heel en el proceso. Con Strong en el grupo, este también fue reconocido como parte de los Campeones en Pareja de NXT
La WWE reconoce a Fish, O'Reilly y Strong como campeones, con su único reinado ininterrumpido a pesar de la adición de Strong. Después de desarrollar una rivalidad con el estilo británico fuerte (Pete Dunne, Trent Seven y Tyler Bate), las dos facciones se enfrentaron en el primer día del segundo evento del Torneo del Campeonato de la WWE en el Reino Unido, donde The Undisputed Era fueron derrotados. En el segundo día del evento, O'Reilly y Strong perdieron los Campeonatos en Parejas de NXT contra Trent Seven y Tyler Bate sin embargo los recuperaron dos días después, convirtiéndose en el segundo equipo después de The Revival (Dash Wilder y Scott Dawson) en ganar los títulos más de una vez. La revancha también obtuvo una prestigiosa calificación de 5 estrellas de Dave Meltzer del Boletín de Wrestling Observer. En NXT TakeOver: Brooklyn 4, O'Reilly y Strong retuvieron sus títulos contra Tyler Bate y Trent Seven. Después de la lucha, O'Reilly y Strong fueron atacados por los War Raiders (Hanson y Rowe ).
Más tarde en la noche, Cole perdió el Campeonato Norteamericano de NXT contra Ricochet. En el episodio del 29 de agosto de NXT, Cole y Strong derrotaron a Ricochet y Dunne y los atacaron junto con O'Reilly después de la lucha. Sin embargo, The War Raiders llegaron al cuadrilátero, alejando a The Undisputed Era. En el episodio del 10 de octubre de NXT, Ricochet derrotó a Cole y Dunne en una triple amenaza para retener el Campeonato Norteamericano de NXT. En el episodio del 17 de octubre de NXT, O'Reilly y Strong retuvieron los Campeonatos en Pareja de NXT contra los War Raiders por descalificación después de que Fish hiciera su regreso de una lesión y atacó a Hanson y Rowe. En el episodio del 31 de octubre de NXT, Cole y Fish estaban programados para enfrentar a los War Raiders. Sin embargo, Hanson y Rowe atacaron a The Undisputed Era tras bastidores. La pelea terminó en el cuadrilátero, donde The Undisputed Era obtuvo la ventaja. Ricochet y Dunne entraron en nombre de los War Raiders mientras la pelea avanzaba hasta las probabilidades. Mientras los grupos luchaban, el gerente general William Regal anunció que The Undisputed Era se enfrentaría al equipo de los War Raiders, Ricochet y Pete Dunne en un WarGames Match en NXT TakeOver: WarGames II. Después, Fish y O'Reilly perdieron los campeonatos en pareja ante War Raiders. En el evento, The Undisputed Era fue derrotado después de que Ricochet y Dunne cubrieran a Cole.
El inicio del final llegaría cuando O'Reilly le dio la mano a Finn Bálor para ayudarlo a levantarse en el evento TakeOver: Vengeance Day, tras lo cual fue Cole lo atacó. A la semana siguiente compitieron solo O'Reilly y Strong representando al stable, pero el primero fue atacado más tarde por Cole, lesionándolo (kayfabe), y el 24 de febrero de 2021 se confirmó el final del stable cuando Cole también atacó a Strong.

## Miembros
| Nombre          | Tiempo                                       | Notas |
| --------------- | -------------------------------------------- | ----- |
| Adam Cole       | 19 de agosto de 2017 – 14 de febrero de 2021 | Líder |
| Bobby Fish      | 19 de agosto de 2017 – 14 de febrero de 2021 |       |
| Kyle O'Reilly   | 19 de agosto de 2017 – 14 de febrero de 2021 |       |
| Roderick Strong | 7 de abril de 2018 – 14 de febrero de 2021   |       |

## En lucha
- Movimientos finales
  - Adam Cole
    - The Boom (Shining wizard)[19][20][21] – NXT, previamente usado como un movimiento de firma.

  - Roderick Strong
    - End of Heartache / Strong Breaker (Vertical suplex double knee backbreaker)[22] 2012–presente

  - O'Reilly y Fish
    - Chasing the Dragon (Vertical suplex lift de O'Reilly, seguido de un roundhouse kick en el dorso por Fish, y completado por un brainbuster de O'Reilly)
    - Total Elimination (Legsweep (Kyle) / Jumping European uppercut (Bobby) en combinación)

  - O'Reilly y Strong
    - High & Low (Spinning leg sweep de O'Reilly, al unísono de una Sick kick (Running arched big boot ,antes era un Olympic Clothesline) de Roderick Strong)

## Campeonatos y logros
- WWE
  - NXT Championship (1 vez) - Cole

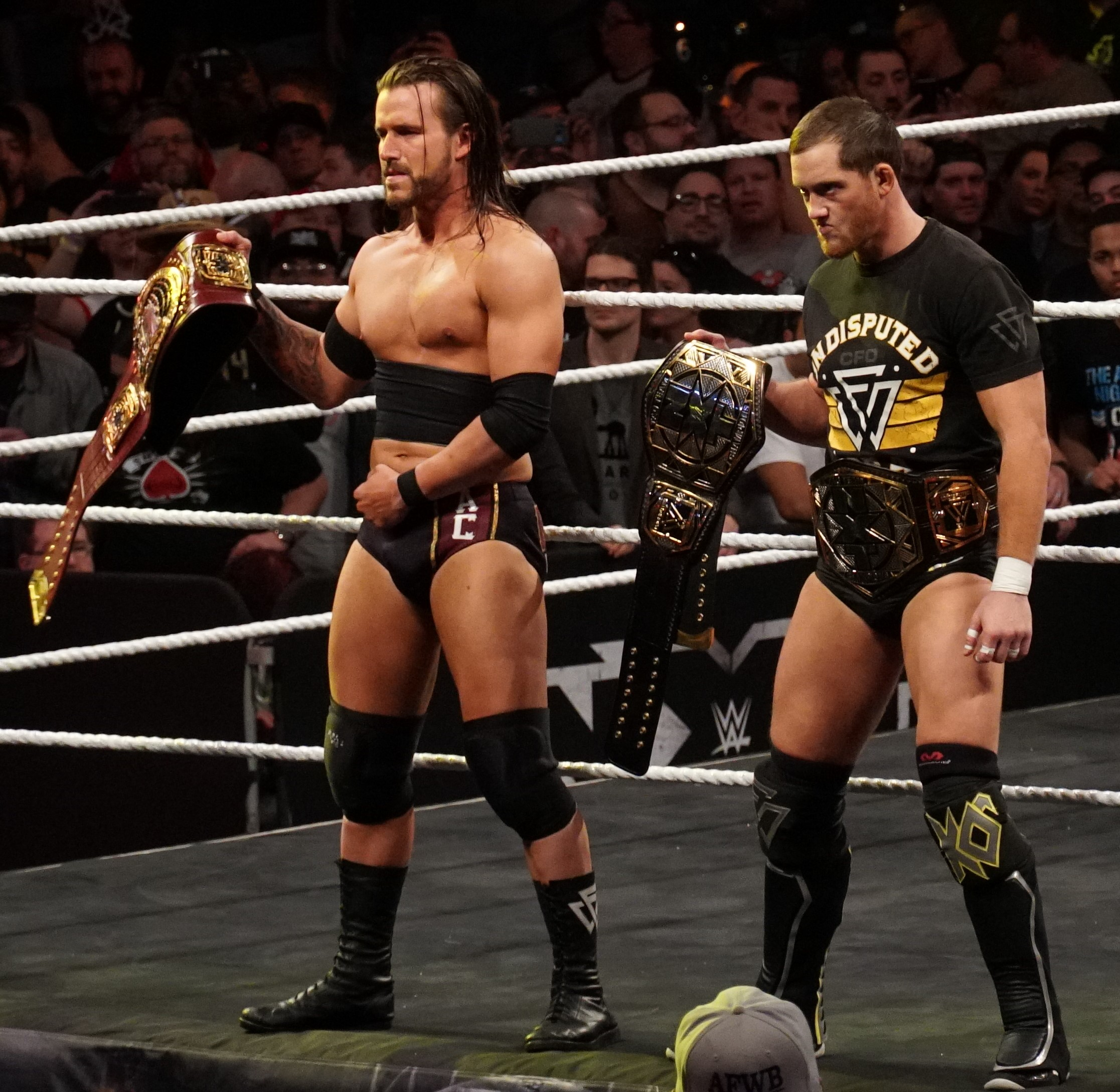
Cole y O'Reilly con los Campeonatos en Parejas de NXT y el Campeonato Norteamericano de NXT.

  - NXT North American Championship (2 veces e inaugural) - Cole (1) y Strong (1).
  - NXT Tag Team Championship (3 veces) - O'Reilly, Fish, Cole & Strong (1), O'Reilly & Strong (1) & O'Reilly, Fish & Strong (1)
  - Dusty Rhodes Tag Team Classic (Terceros ganadores) - O'Reilly y Cole
  - NXT Triple Crown Championship (Segundo) - Cole